# Ängsgetingfluga
Ängsgetingfluga (Chrysotoxum festivum) är en blomfluga som tillhör släktet getingblomflugor. 

## Kännetecken
Ängsgetingflugan har en svart och gul teckning vilken gör att den liknar en geting (mimikry). På bakkroppen finns fyra avbrutna gula band. Bakkroppens sidokanter är helt svarta. Benen är helt gula. Vingarna har tydliga mörka fläckar. Antennsegment tre är kortare än segment ett och två tillsammans. Längden är oftast mellan 12 och 15 millimeter, ibland något mindre. 

## Levnadssätt
Man hittar Ängsgetingflugan i gläntor i lövskog, i trädgårdar eller på ängs och hagmarker. Man kan se den på blommor som till exempel röllika, kirskål och dill. Flygtiden är från början på juni till slutet av augusti. Larven lever i marken på bladlöss som vårdas av myror. 

## Utbredning
Ängsgetingflugan finns i Sverige från Skåne till Västerbotten. Den finns även i Danmark och i södra Norge och Finland. Den finns i större delen av Europa och Nordafrika och vidare österut genom Asien till Stilla havet och Japan.